# 390. pr. Kr.
◄ | 5. stoljeće pr. Kr. | 4. stoljeće pr. Kr. | 3. stoljeće pr. Kr. | ►
◄ | 420-ih pr. Kr. | 410-ih pr. Kr. | 400-ih pr. Kr. | 390-ih pr. Kr. | 380-ih pr. Kr. | 370-ih pr. Kr. | 360-ih pr. Kr. | ►
◄◄ | ◄ | 393. pr. Kr. | 392. pr. Kr. | 391. pr. Kr. | 390 pr. Kr. | 389. pr. Kr. | 388. pr. Kr. | 387. pr. Kr. | ► | ►►
Astronomija

## Događaji
- Bitka kod Abida, u kojoj je atenski zapovjednik Ifikrat potukao Spartance